# Bouya Omar
Bouya Omar (franska: Bouya Omar (CR), Bouya Omar (Commune Rurale), arabiska: الصهريج) är en kommun i Marocko.   Den ligger i provinsen El Kelaâ des Sraghna och regionen Marrakech-Safi, i den nordöstra delen av landet, 250 km söder om huvudstaden Rabat. Antalet invånare är 12 924.